# Ivy Mike

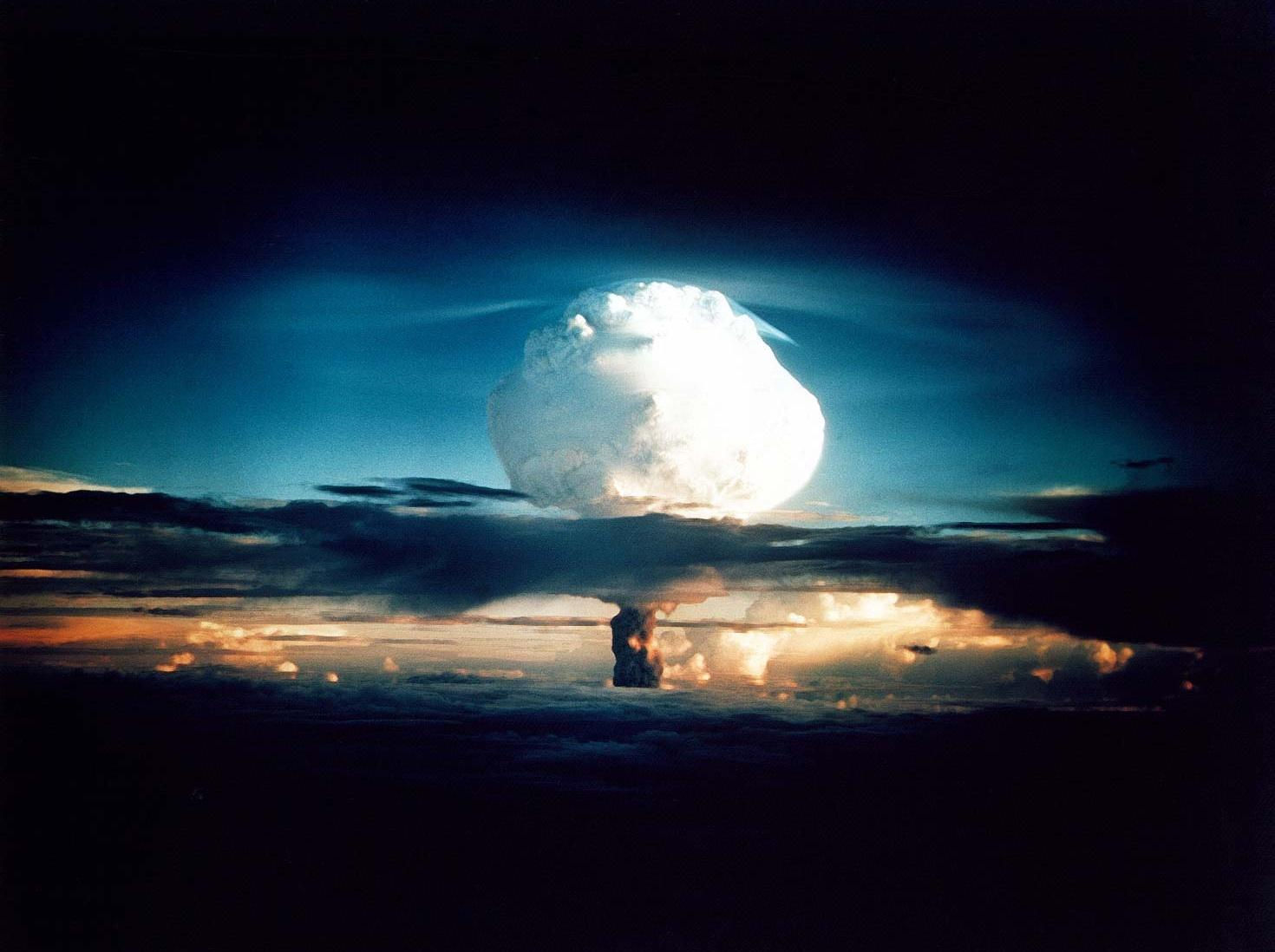
Ivy Mikes svampmoln

Ivy Mike var en provsprängning av en vätebomb på Enewetak-atollen, utfört den 1 november 1952. Bomben hade en sprängkraft på 10,4 megaton. Ivy Mike var världens första vätebomb, och var den fjärde största provsprängningen i USA:s historia.